# Joaquín Ibarra
Joaquín Ibarra y Marín (Zaragoza, 20 de julio de 1725-Madrid, 13 de noviembre de 1785) fue un impresor español. 
Autor de varios desarrollos técnicos importantes acerca de la labor de imprenta, que anticiparon la racionalización de la práctica profesional llevada a cabo por Pierre-Simon Fournier, François-Ambroise Didot, Giambattista Bodoni y John Baskerville, y creador de varios tipos de letra de suma elegancia, contribuyó al renacimiento de las artes gráficas que tuvo lugar en Europa en el siglo XVIII. Entre las más importantes obras que salieron de su taller se destacan la Conjuración de Catilina y la guerra de Yugurta, de Salustio, dada a imprenta en 1772, y una edición del Don Quijote de la Mancha por encargo de la Real Academia Española acabada en 1780.

## Biografía

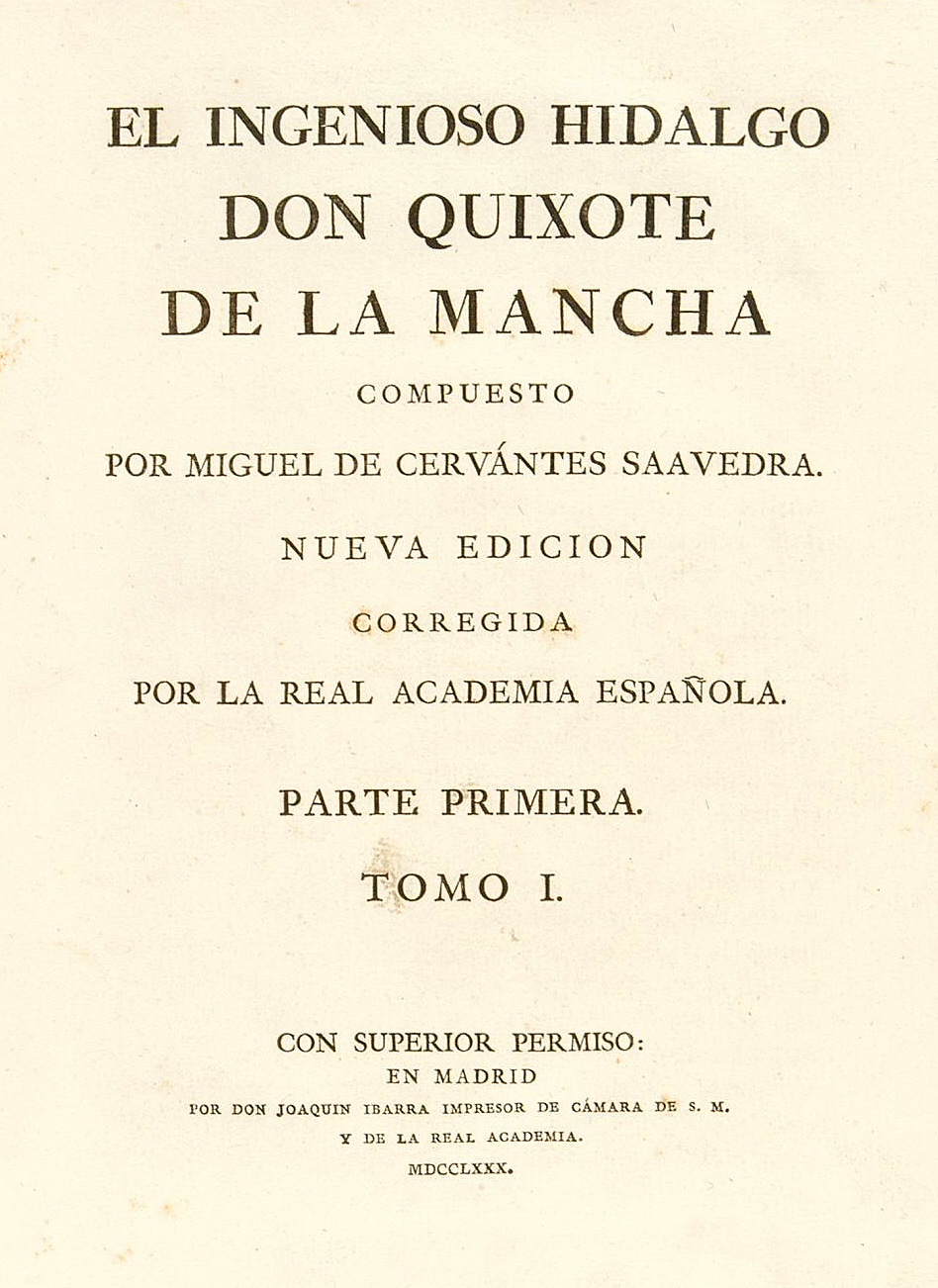
Portada de la edición del Quijote que Ibarra realizó para la RAE en 1780.

Probablemente estaba emparentado con el mercader de libros de la segunda mitad del siglo XVII Lorenzo de Ibarra. Pero lo que sabemos de cierto es que Ibarra nació en Zaragoza en 1725, hijo de Juan Ibarra,  tafetanero, y de Mariana Marín, hermana del reputado impresor Antonio Marín, y cursó sus estudios en Cervera, en la provincia de Lérida, como aprendiz de su hermano Manuel, que ocupaba el cargo de primer oficial de la Imprenta Pontificia y Real de la Universidad. Realizó también estudios académicos, aprendiendo el latín y las bases de la cultura clásica. Ya maestro, se trasladó a Madrid en 1754 e instaló un taller de impresión.
Dotado de gran ingenio, implementó varias novedades en cuanto a la obra misma de impresión y al proceso de composición. Experimentó con el satinado del papel para eliminar las marcas de la plancha de imprenta; estableció un formato estandarizado de medidas para la elaboración de los tipos gráficos, basada en la superficie de la M mayúscula, similar en principio a las reglas que elaboraría Fournier independientemente; suprimió algunas convenciones tipográficas ya desajustadas al uso de la época, como el emplear indistintamente V y U, o la s larga que tan fácil es de confundir con la f, tanto en redonda como en cursiva.
Uno de sus discípulos, el más tarde regente de la Compañía de Impresores y Libreros del Reino, Juan José Sigüenza y Vera, recogió sistemáticamente sus observaciones publicándolas en forma de recopilación en 1811 con el título de Mecanismo del Arte de la Imprenta. Entre 1754 y 1836 siguió en funciones su taller, del que se dieron unas 2500 ediciones distintas. Notables son las ya mencionadas de Cervantes y de Salustio; de esta última se imprimió una tirada excepcional de 120 ejemplares para uso de la Casa Real y obsequio a dignatarios extranjeros. Otras ediciones destacadas fueron las de Paleografía española (1758); Historia de las plantas (1762); Breviarium Gothicum Secundum Regulam Beatissimi Isidori (1775); la segunda edición del Viaje de España, de Antonio Ponz; la Historia general de España, de Juan de Mariana (1780); y la Bibliotheca Hispana Vetus et Nova (1783-1788), de Nicolás Antonio, en cuatro volúmenes.
Colaboró con el editor Antonio Sancha antes de que este estableciera imprenta propia, imprimiendo entre otras obras los primeros volúmenes del Parnaso Español.

## Tipos
Ibarra no diseñó, grabó ni fundió tipos, contra lo que se supone a menudo, utilizando los de otros. El equívoco proviene probablemente de los documentos de su edición del Quijote de la Real Academia, para la que se hizo una fundición nueva (pero no un nuevo diseño) de la letra grabada para la Biblioteca Real de Madrid.
La imprenta de Ibarra utilizó diversas fundiciones de su época, destacando los juegos de Gerónimo Gil, los de la Fundición de Rangel (utilizados por la Gaceta, y que en realidad son un juego de Garamond), los tipos del leridano Eudald Pradell con fundición en Madrid, un juego de Caslon, y la célebre y denostada fundición de cursiva con la que compuso el Salustio, abierta por el académico y grabador murciano Espinosa de los Monteros, que poseía una fundición en Madrid.
A principios del siglo XX la fundición madrileña Gans realizó un revival que llamó Ibarra a partir de varias de esas fundiciones, y que constituye el punto de partida de otros rediseños recientes.